# Кофи Сити (Тексас)
Кофи Сити (енгл. Coffee City) град је у америчкој савезној држави Тексас. По попису становништва из 2010. у њему је живело 278 становника.

## Демографија
Према попису становништва из 2010. у граду је живело 278 становника, што је 85 (44,0%) становника више него 2000. године.
| Група             | 2000.       | 2010.       |
| Белци             | 109 (56,5%) | 152 (54,7%) |
| Афроамериканци    | 80 (41,5%)  | 100 (36,0%) |
| Азијати           | 0 (0,0%)    | 0 (0,0%)    |
| Хиспаноамериканци | 1 (0,5%)    | 26 (9,4%)   |
| Укупно            | 193         | 278         |